# Disa Rytt
Disa Rytt, född 1984 i Lidköping, är en svensk konstnär och målare. Hon är utbildad vid Kungl. Konsthögskolan där hon avlade masterexamen i Fri Konst 2012. Hon har ställt ut på gallerier och konsthallar i Stockholm och Sverige och är representerad i bland annat Statens konstråds, Region Uppsalas och Region Skånes samlingar samt hos flera konstföreningar och privata samlare.